# Momentová škála

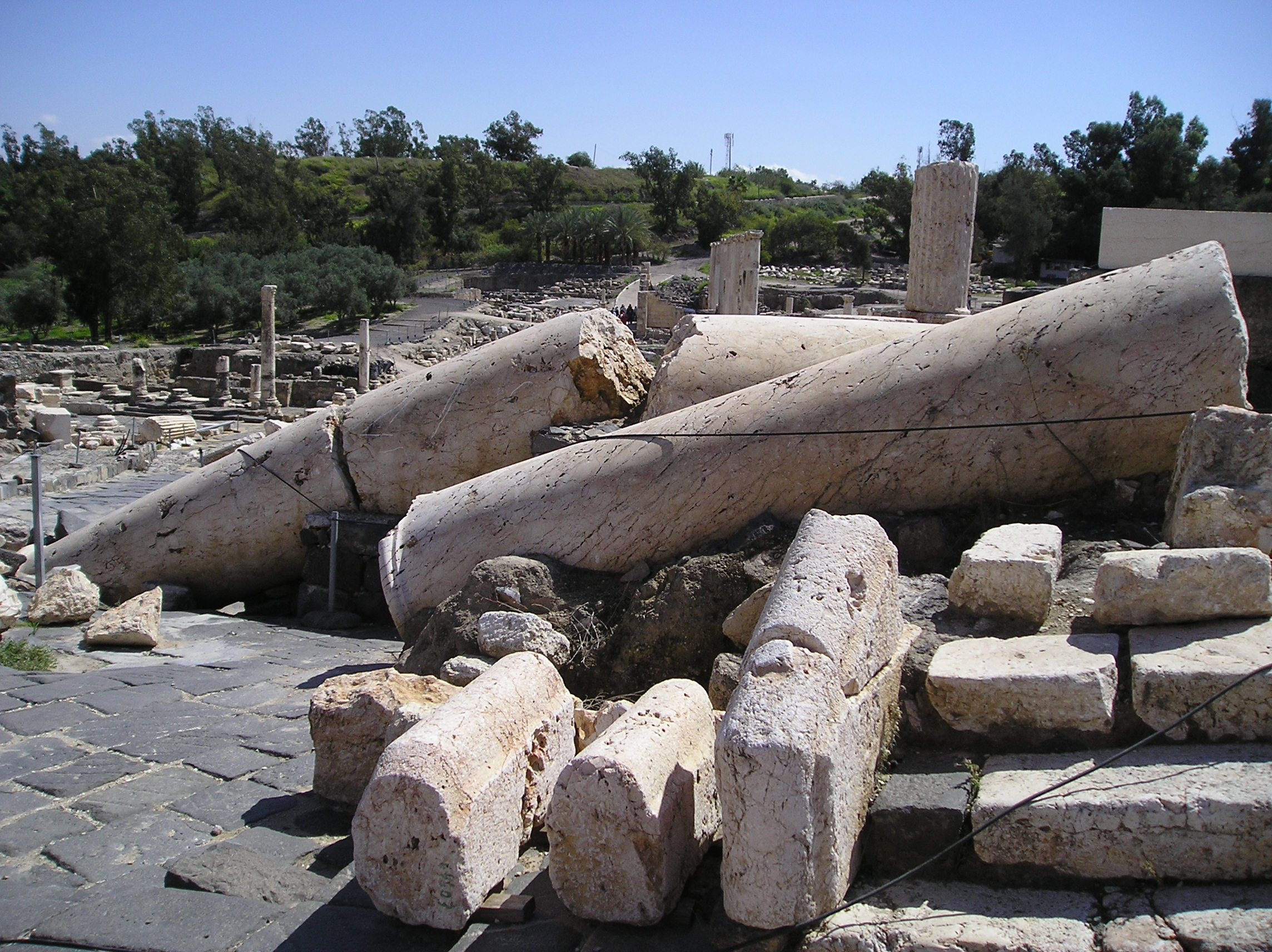
Bejt Še'an (archeologické naleziště – Skythopolis) v Izraeli. Sloupy římského chrámu se zřítily v důsledku zemětřesení v roce 749 našeho letopočtu.

Momentová škála je stupnice, kterou používají seismologové při měření energie, která se uvolnila při zemětřesení. Obvykle se označuje zkratkami MMS z anglického moment magnitude scale, nebo Mw, kde index w znamená práci, která byla vykonána.
Stupnice byla vytvořena během sedmdesátých let 20. století a nahradila tak v té době čtyřicet let starou Richterovu škálu. Ačkoli její výpočet se neliší, nová stupnice na starou navazuje a rozšiřuje ji o nové hodnoty. Stejně jako Richterova škála je momentová škála logaritmická. Každý stupeň navíc znamená, že zemětřesení mělo desetkrát větší amplitudu a uvolnilo se při něm přibližně 31,6krát více energie.
| Mw | ES v J   | Množství TNT v tunách | Ekvivalent atomové bomby svržené na Hirošimu (12,5 kT TNT) |
| -- | -------- | --------------------- | ---------------------------------------------------------- |
| 4  | 6,3·1010 | 000.000.015           | 0,0012                                                     |
| 5  | 2,0·1012 | 000.000.475           | 0,0380                                                     |
| 6  | 6,3·1013 | 000.015 000           | 1,2000                                                     |
| 7  | 2,0·1015 | 000.475 000           | 38,0000                                                    |
| 8  | 6,3·1016 | 015 000 000           | 1200,0000                                                  |
| 9  | 2,0·1018 | 475 000 000           | 38000,0000                                                 |